# Dikmen Valley
Dikmen Valley est un complexe immobilier comprenant 22 immeubles construits à Ankara en Turquie, dont 4 gratte-ciel résidentiels, les Dikmen Valley Towers de 140 mètres de hauteur pour 36 étages construits de 1991 à 1996.
Les 4 tours sont reliées par un pont qui traverse la vallée qui les sépare, surnommé le "Ponte Vecchio" d'Ankara.
L'architecte est l'agence turque Doruk Pamir